# Буллє Мільда Оттовна
Мільда Оттовна Буллє (29 квітня 1892 — 13 липня 1938) — радянська державна і більшовицька діячка, дипломатка. Перша жінка-генштабістка, була комісаром у військових підрозділах.

## Життєпис
Народилася у Латвії в родині учителя. Латишка. Закінчила церковно-парафіяльну школу та жіночу гімназію в Єлгаві у 1911 році.
Працювала вчителькою німецької мови у навчальних закладах Єлгави, Тукумса, Санкт-Петербурга, Кисловодська, Немирова. У 1913 році повернулася до Риги, де навчалась на Вищих жіночих курсах і одночасно працювала перекладачем з німецької та французької мов. У 1915 році переїхала до Петрограда, у 1916 — до Ставрополя, а у 1917 — до Кисловодська.
Учасниця громадянської війни в Росії. У лютому 1918 року обрана секретарем Кисловодського комітету РКП(б), згодом — комісаром полку оборони Північного Кавказу. У квітні 1919 року як замполіт 7-ї кавалерійської дивізії 11-ї армії брала участь у боях за Царицин і Астрахань.
Восени 1919 року обрана секретарем Астраханського губкому РКП(б), а у 1920 році — членом Бакинської ради. Того ж року брала участь у захопленні влади в північному Ірані і створенні Гілянської Радянської Республіки, член ЦК Іранської комуністичної партії.
З серпня 1921 року працювала в Наркоматі закордонних справ, де відповідала за перський напрямок. Центральним комітетом РКП(б) відряджена на роботу до Наркомату національностей, де з 2 листопада 1921 року обіймала посаду секретаря колегії Наркомнацу.
У травні 1924 року закінчила східний факультет Військової академії РСЧА. Перебувала на дипломатичній роботі. Протягом 1929—1933 років працювала у виконкомі Комінтерну.
З 1937 року — на відповідальній роботі в Башкирії: заступниця начальника сектору політичної роботи Наркомату сільського господарства, член Башкирського обкому ВКП(б) і республіканського Раднаргоспу, виконувачка обов'язків наркома охорони здоров'я.
3 жовтня 1937 року заарештована. Звинувачена за статтею 58 КК РРФСР і засуджена до вищої міри покарання. Розстріляна 13 липня 1938 року. Посмертно реабілітована у жовтні 1956 року.

## Нагороди
- орден Червоного Прапора (1927).

## Праці
- Булле М. О. Жизнь и борьба работниц и крестьянок Китая. — М.; Л.: Парт. изд-во, 1932. (рос.)